# SHINE (LUNA SEA專輯)
《SHINE》是由日本樂團月之海所發行的第六張錄音專輯，於1998年7月23日發行。本專輯共收錄十三首歌曲，是月之海的原創專輯中曲目最多，且演奏時間最長的作品。
本專輯在日本地區的累積出貨量突破百萬，為月之海銷售成績最高的專輯作品。

## 曲目
全作詞･作曲･編曲:LUNA SEA
1. Time Has Come
原曲編寫：J
前奏收錄了時鐘運轉和成員心臟跳動聲的音效。
2. STORM
原曲：J。於1998年4月發行的單曲。曾作為當時NHK電視台音樂節目POP JAM的片尾曲。
3. NO PAIN
原曲：SUGIZO。歌詞形容戰爭中的情景。為首次在歌曲中加入兒童和聲的歌曲。
4. SHINE
原曲：J。
第十張單曲；這首歌同時被用於豐田汽車「Intelligent navigation」的電視廣告中。
5. I for You
原曲：SUGIZO。為日劇《神啊！請多給我一點時間》主題曲。
6. Unlikelihood
原曲：J。
英語口白部分由J所詮釋。本曲同時用於河村隆一所主演之麒麟飲料的電視廣告中。
7. ANOTHER
原曲：J。前奏之中包括由SUGIZO演奏的小提琴片段。
8. MILLENNIUM
原曲由真矢、SUGIZO共同編寫。
9. BROKEN
原曲：J
10. VELVET
原曲：INORAN
11. Love Me
原曲：SUGIZO
前奏中的混音音效包含了由特雷門製作的音效、以及取樣自前首歌曲VELVET吉他獨奏之部分。
12. BREATHE
原曲：INORAN
歌詞由RYUICHI、INORAN共同編寫。本曲之弦樂版本為迪士尼動畫電影《花木蘭》日本版主題曲，並收錄於電影原聲帶當中。
13. UP TO YOU
原曲：INORAN